# Merzdorf (Baruth/Mark)
Merzdorf ist ein Ortsteil der Stadt Baruth/Mark im Landkreis Teltow-Fläming in Brandenburg, Deutschland.

## Geographie

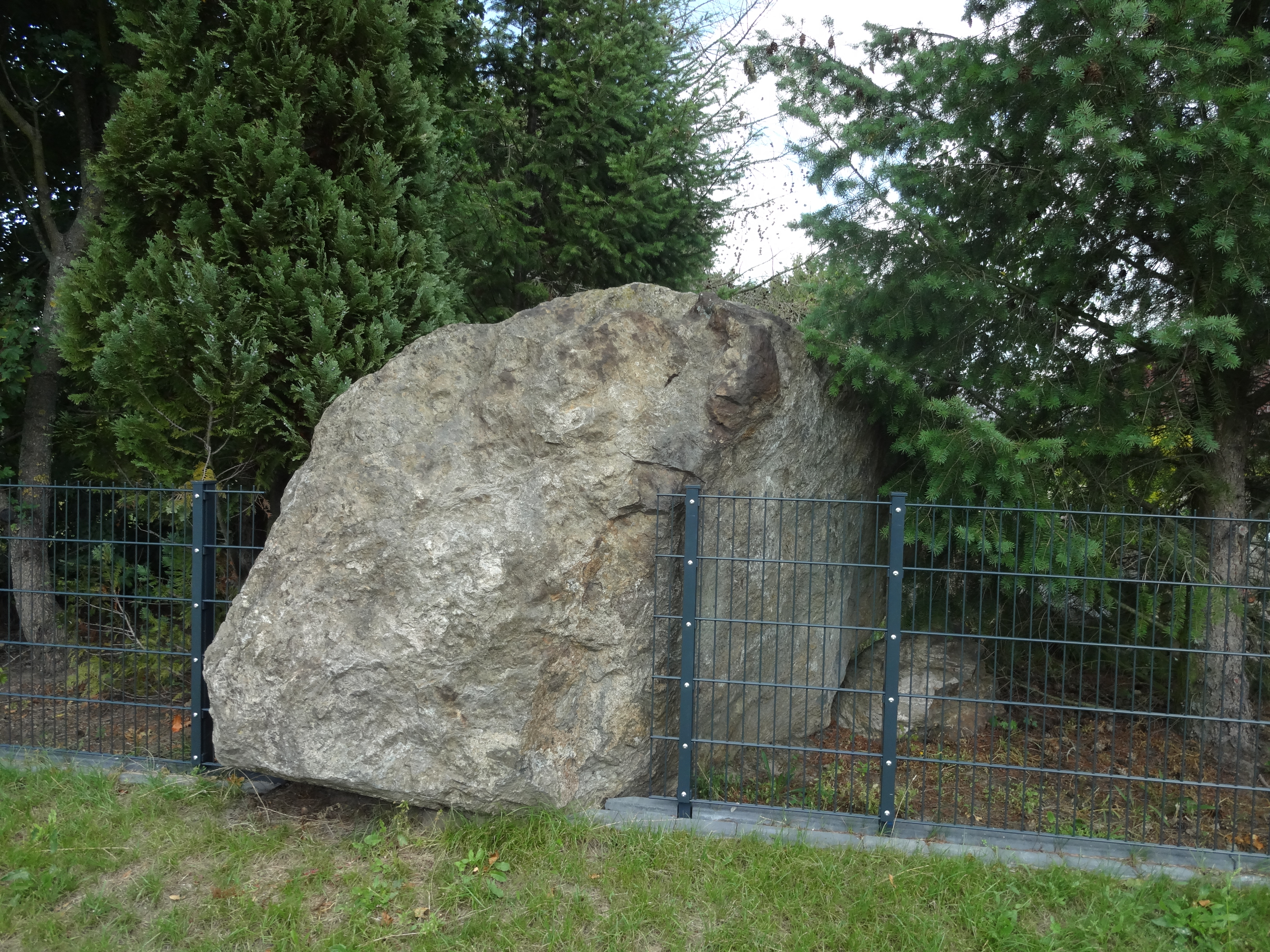
Naturdenkmal Findling in Merzdorf

Das Angerdorf Merzdorf liegt rund 45 Kilometer von der Südgrenze der Stadt Berlin und rund acht Kilometer südwestlich von Baruth entfernt, nahe am Golmberg, der höchsten Erhebung des Niederen Flämings. Nachbarorte von Merzdorf sind (im Uhrzeigersinn, von Westen beginnend) Petkus, Kemlitz und Groß Ziescht (ebenfalls Ortsteile von Baruth) sowie Damsdorf (Gemeindeteil von Steinreich). Merzdorf liegt an der Bundesstraße 115 zwischen Baruth und Jüterbog. Rund 1,5 km nordwestlich existiert in einem hügeligen Gelände der Flurname Burgberg, die Burgstücke; bislang konnte dort keine frühzeitliche Besiedlung nachgewiesen werden.

## Geschichte und Etymologie

### 14. bis 15. Jahrhundert

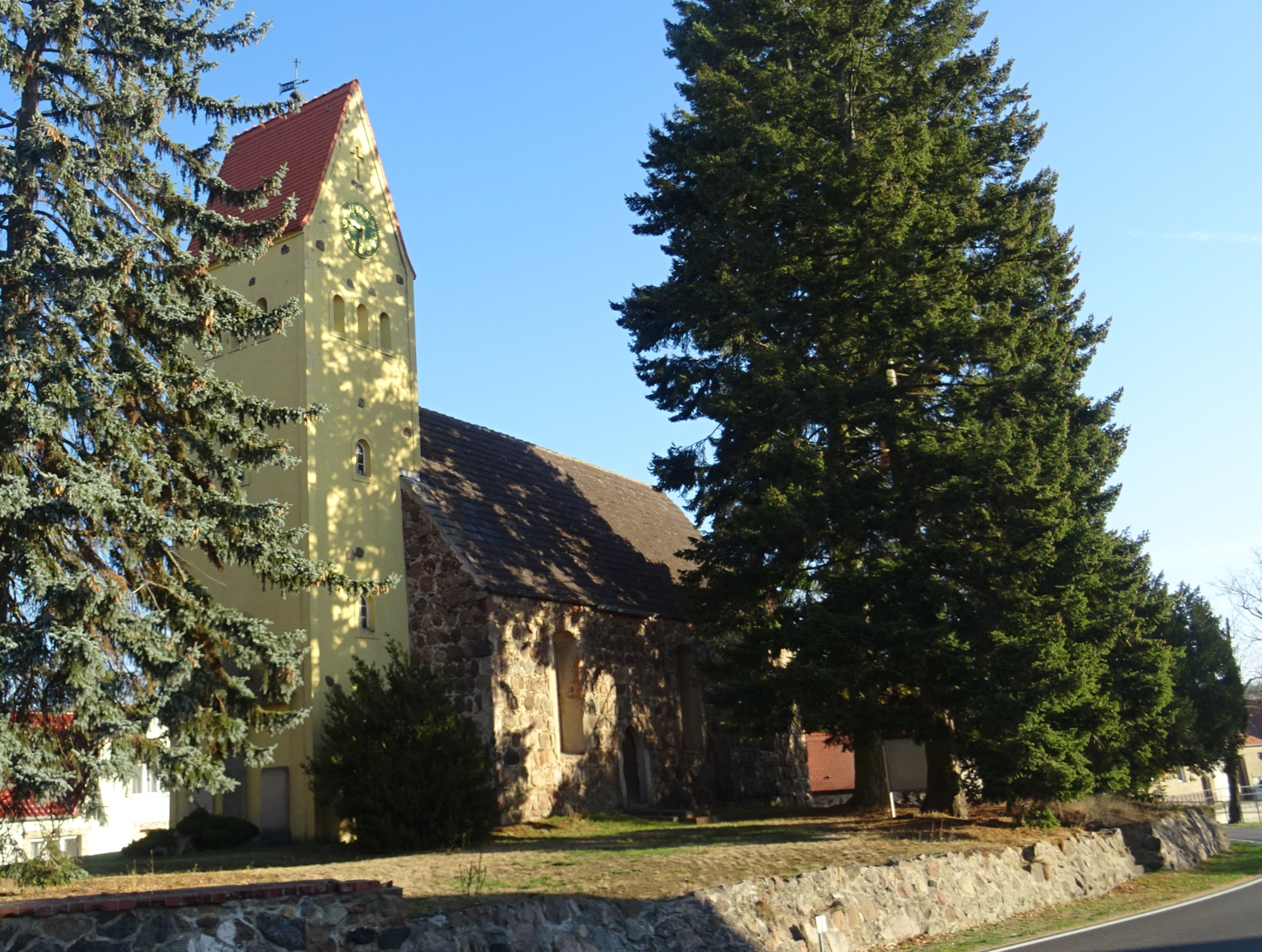
Dorfkirche Merzdorf

Das Kirchdorf wurde erstmals urkundlich im Jahr 1363 als Mertenstorp erwähnt. Dieser Name soll auf einen deutschen Mann namens Martin zurückgehen, der die Besiedlung des Dorfes einst geleitet haben soll. Es gehörte vor 1363 zur Herrschaft Baruth mit allem Recht und Kirchenpatronat und erschien im Jahr 1422 als mertenstorff und im Jahr 1465 als Mertinszdorff. Der Richter zahlte 1474 ein Schock für ein Lehnpferd. Ein Einwohner gab 18 Scheffel Korn, 18 Scheffel Hafer, 7 ½ Groschen (gr) 3 Heller, ein Einwohner gab 13 Scheffel Korn, 15 ½ Scheffel Hafer und 13 gr. Ein Einwohner gab 6 Scheffel Korn, 6 Scheffel Hafer und 9 gr. Ein Einwohner gab 10 Scheffel Korn, 10 Scheffel Hafer, 4 ½ gr 6 Heller, ein Einwohner gab 15 Scheffel Korn, 13 Scheffel Hafer und 13 gr. Ein Einwohner gab 10 Scheffel Korn, 12 Scheffel Hafer und 19 gr. Zwei Einwohner gaben jeder 18 Scheffel Korn, 18 Scheffel Hafer sowie 20 gr 3 Heller. Ein Hof war nicht besetzt und hätte 6 Scheffel Korn, 6 Scheffel Hafer 32 gr 3 Heller zahlen müssen. Der Kossät gab 6 Scheffel Korn, 6 Scheffel Hafer sowie 6 ½ gr 2 Heller. Ein wüster Hof zahlte 2 ½ Groschen, die Gemeinde 2 Schock. Die Gemarkung wurde mit einer Größe von 78 Hufen im Sande angegeben. Im 15. Jahrhundert entstand eine Dorfkirche.

### 16. Jahrhundert
Im Jahr 1529 wurde lediglich von 13 Hufnern und zwei Gärtnern berichtet. Der Pfarrer erhielt 9 Malter Korn, darunter 2 ½ Malter aus Liepe. Er besaß einen Acker mit 19 Scheffel Getreide, zwei Fuder Wiesenwachs und einen Garten. Der Küster erhielt 30 Scheffel Korn, ½ Schock Eier und 30 Brote. Detaillierte Angaben liegen aus dem Jahr 1542 aus Mertennsdorff vor. Es gab demnach 16 Steuerpflichtige. Alle besaßen ein Haus und Hof. Der Richter besaß zusätzlich drei Hufen, drei Zugpferde, sechs Kühe, sechs Schafe, eine Range, fünf halbjährige Schweine und zahlte 37 ½ Rheinische Gulden (fl). Ein Einwohner besaß drei Hufen, zwei Pferde, sechs Kühe, drei jährige Kälber, drei Schafe, eine Range und zahlte 27 fl. Ein Einwohner besaß drei Hufen, drei Kühe, drei jährige Kälber, drei Schafe, eine Range und zahlte 36 fl. Ein Einwohner besaß drei Hufen, fünf Pferde, vier Kühe, drei jährige Kälber, acht Schafe, eine Range, vier kleine Schweine und zahlte 37 fl. Ein Einwohner besaß sechs Kühe, sechs jährige Kälber, neun Schafe, ein Schwein, zwei Ferkel und zahlte 20 ½ fl. Ein Einwohner besaß zwei Kühe, ein jähriges Kalb, zwölf Schafe und zahlte 17 fl. Ein Einwohner besaß drei Hufen, zwei Pferde, zwei Ochsen, vier Kühe, drei jährige Kälber, 18 Schafe, eine Range, vier Ferkel und zahlte 37 fl. Ein Einwohner besaß drei Hufen, vier Zugpferde, vier Kühe, drei jährige Kälber, zwölf Schafe, vier halbjährige Schweine und zahlte 35 fl. Ein Einwohner besaß zwei Kühe, neun Schafe, ein jähriges Kalb und zahlte 13 fl. Ein Einwohner besaß drei Hufen, vier Zugpferde, vier Kühe, drei jährige Kälber, zwölf Schafe, vier halbjährige Schweine und zahlte 47 fl. Ein Einwohner besaß zwei Kühe, ein jähriges Kalb, drei Schafe, vier halbjährige Schweine und zahlte 16 fl. Ein Einwohner besaß drei Hufen, vier Zugpferde, zwei Kühe, drei jährige Kälber, zwölf Schafe, vier halbjährige Schweine und zahlte 36 fl. Ein Einwohner besaß drei Hufen, vier Zugpferde, vier Kühe, drei jährige Kälber, zwei Schweine und zahlte 30 fl. Ein Einwohner besaß drei Hufen, vier Zugpferde, vier Kühe, vier jährige Kälber, 24 Schafe, fünf halbjährige Schweine und zahlte 43 ½ fl. Ein Einwohner besaß drei Hufen, vier Pferde, drei Kühe, zwei jährige Kälber, sechs Schafe, drei Schweine, zwei Ferkel und zahlte 33 fl. Die Einwohner bewirtschafteten 36 Hufen. Für 1551 wurden ebenfalls 16 Veranlagte aufgeführt. Von diesen besaßen 13 Güter, drei einen Hof. Der Richter zahlte 19 Schock, der Müller 17 Schock. Zwei weitere Einwohner zahlten je zwölf Schock, zwei Einwohner elf Schock, zwei Einwohner zehn Schock, ein Einwohner 8 ½ Schock, zwei Einwohner acht Schock, ein Einwohner 5 ½ Schock, ein Einwohner fünf Schock. Die Güter ergaben weitere Abgaben: einmal 7 Schock, einmal 5 Schock und einmal 3 Schock. Der Pfarre standen im Jahr 1555 insgesamt vier Pfarrhufen zur Verfügung. Es ist denkbar, dass darin auch die Hufen aus Liepe enthalten sind. Im Dorf lebten zu dieser Zeit 13 Hufner und zwei Gärtner. Der Pfarrer erhielt 9 Malter Korn sowie von jeder Hufe ein Scheffel, 5 Fuder Wiesenwachs. Die vier Pfarrhufen bewirtschaftete er selbst. Die Kirche erhielt sechs Scheffel Korn vom Müller. Sie besaß außerdem einen Acker, auf dem jährlich zwei oder drei Scheffel Getreide ausgesät wurden. Zwanzig Jahre später waren es nur noch zwölf Hufner. Der Pfarrer erhielt aus der Kapelle Groß Ziescht ½ Scheffel, bewirtschaftete drei Hufen und konnte fünf gute Fuder Heu auf den Pfarrwiesen ernten. Der Küster bekam 24 Scheffel Korn sowie aus Merzdorf und Liepe von jedem Hufner jährlich zwei Brote. Jeder Kossät gab ein Brot, so dass er in Summe 51 Brote erhielt. Die Kirche besaß einen Gottesmatten zu sechs Scheffel Saat, 9 gr vom Gottesacker und 6 Scheffel Korn Einnahmen vom Müller.

### 17. und 18. Jahrhundert
Der Pfarrer im Jahr 1613 hieß Johann Lippe (Lipius) und stammte ursprünglich aus Baruth. Vom Dreißigjährigen Krieg war Merzdorf ebenfalls stark betroffen. Ausweislich einer Statistik aus dem Jahr 1672 gab es 13 Bauerngüter, von denen fünf besetzt, drei sehr arm und acht wüst lagen. Von den elf Kossätenhöfen waren nur drei besetzt und acht wüst.
Eine Statistik aus dem Jahr 1715 führte zehn Bauern, vier Halbbauerngüter, sechs Kossätenhöfe und vier kleine Häuslein auf. Drei Jahre später wurde von 13 Hufnern und sechs Kossäten oder Gärtnern berichtet, die auf 26 ½ Hufen insgesamt 91 Scheffel Aussaat und auf jede Hufe 3 Scheffel 8 Metzen ausbrachten. Detaillierte Angaben liegen aus dem Jahr 1720 vor. Es gab demnach zwölf Zweihufner. Der Schulze besaß zwei Hufen zu 10 ½ Scheffel Aussaat und vier Fuder Heu. Zwei Einwohner hatten jeder zwei Hufen zu 7 ½ Scheffel und zwei Fuder. Zwei Einwohner hatten jeder zwei Hufen zu 8 ¼ Scheffel und drei Fuder. Zwei Einwohner hatten jeder zwei Hufen zu 7 ½ Scheffel und drei Fuder. Zwei Einwohner hatten je zwei Hufen zu 8 ¼ Scheffel und vier Fuder. Zwei Einwohner hatten jeder zwei Hufen zu 7 ½ Scheffel und vier Fuder. Ein Einwohner besaß zwei Hufen zu 9 Scheffel und vier Fuder. Unter den Gärtnern war auch ein Windmüller, der zusätzlich einen Kossätenhof mit Haus und Garten zu 4 Metzen Aussaat und ein Feld zu einem Scheffel Aussaat und ein Fuder Heu besaß. Alle weiteren Kossätenhöfe waren mit Haus und Garten versehen. Ein Kossät kam auf vier Metzen, ein Feld mit einem Scheffel und zwei Fuder Heu. Ein Kossät kam auf ½ Metze, ein Feld zu ¾ Scheffel und ein Fuder Heu. Ein Kossät kam auf eine Metze, ein Feld mit ¼ Scheffel und ein Fuder; ein Kossät kam auf eine Metze, ein Feld zu ¼ Scheffel und zwei Fuder. Ein Kossät kam auf ½ Metze, ein Feld mit ¼ Scheffel und ein Fuder; ein Kossät kam auf eine Metze, ein Feld zu ¾ Scheffel und 1 Fuder. Ein Kossät kam auf vier Metzen, ein Feld zu ¼ Scheffel und zwei Fuder. Ein Kossät kam auf eine Metze, zwei Fuder; ein Kossät auf eine Metze und ein Feld mit einem Scheffel und zwei Fuder. Zwei Kossätenhöfe lagen wüst. Für 1722 wurde von einer Windmühle, einer kleinen Schenke und einer Schmiede berichtet. Im Dorf gab es 21 Feuerstätten (=Haushalte). In einer weiteren Statistik aus dem Jahr 1777 wurde von elf Hufnern, zwei Halbhufnern, drei Kossäten und neun Häuslern berichtet. Es gab ein Pfarrhaus, ein Schulmeisterhaus und 25 Einwohner. Dem Kossäten Johann Schmidt wurde im Jahr 1799 vorgeworfen, einen überhöhten Viehbestand zu halten. Er musste sich vor dem Patrimonialgericht Merzdorf verantworten.

### 19. Jahrhundert
Merzdorf war im Jahr 1806 insgesamt 17 2⁄3 Hufen groß. Im Dorf lebten unter anderem zwei Schneider, ein Müller und ein Schmied (1815). Das Dorf gehörte bis 1815 zum Königreich Sachsen. Für 1824 sind elf Bauern, zwei Halbbauern, drei Kossäten und 16 Häusler verzeichnet. Es gab ein Schullehrerhaus, ein Forsthaus, ein Hirtenhaus, eine Dorfschmiede sowie die Kirche und eine Pfarrwohnung. Merzdorf bestand im Jahr 1837 aus Dorf mit Ziegelei und 28 Wohnhäusern. Drei Jahre später wurde lediglich von einer Windmühle, einem Schmied und einem Schneider berichtet. Der Lehnschulze und Krüger hieß im Jahr 1846 Friedrich Kettlitz. Er erhielt eine Entschädigung wegen „ausschließlicher Schankberechtigung“. Das Dorf war im Jahr 1858 insgesamt 10462 Morgen (Mg) groß: 68 Mg Gehöfte, 57 Mg Gartenland, 3209 Mg Acker, 423 Mg Wiese, 134 Mg Weide, 5356 Mg Wald. Es bestand aus dem Dorf mit Forsthaus Baruther Forst und vier öffentlichen, 36 Wohn- und 72 Wirtschaftsgebäuden, darunter zwei Getreidemühlen; außerdem gab es einen Abbau Windmühle. Merzdorf bestand 1891 aus Pfarrdorf und Forsthaus.

### 20. und 21. Jahrhundert

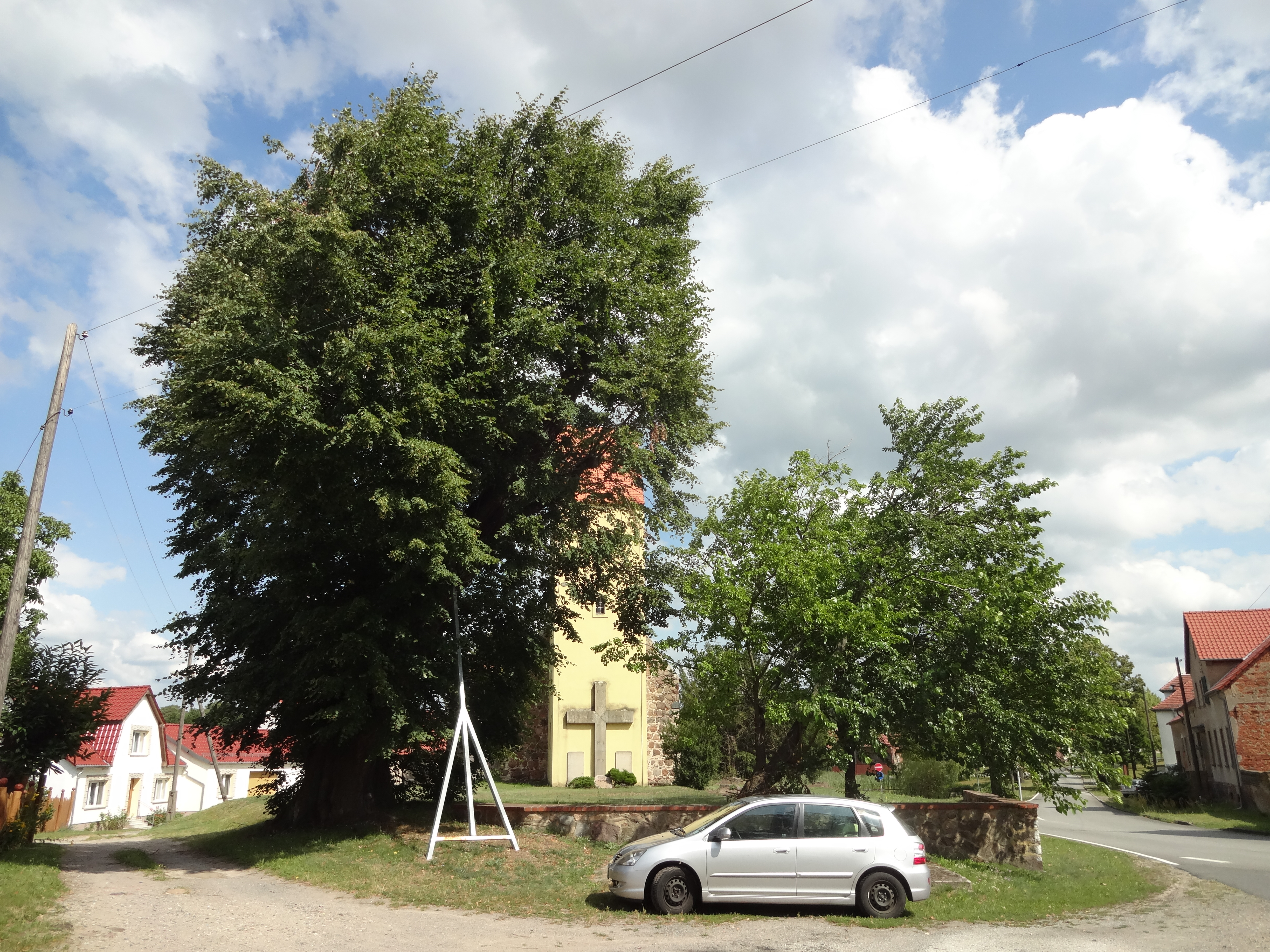
Naturdenkmal Winterlinde an der Kirche

Zur Jahrhundertwende standen auf 1591,4 Hektar (ha) insgesamt 62 Häuser. Es gab einen Altsitzer, sieben Bauern, einen Chausseeaufseher, einen Förster, einen Gastwirt, zwei Großhäusler, sieben Häusler, einen Häusler und Müller, fünf Halbbauern, einen Kossäten, einen Lehrer, eine Person ohne Angabe einer Berufsbezeichnung, einen Pfarrer, einen Rentner und einen Stammgutsbesitzer. Im Jahr 1919 wurden vom Gutsbezirk Baruth Schloß 0,8 ha eingemeindet. Im Jahr 1921 erhielt das Dorf einen Anschluss an das elektrische Stromnetz. Es wurde von der Elektrizitäts-Genossenschaft Merzdorf betrieben, die später in eine VdgB/BHG überging. Um die Erträge der Bauern zu verbessern, führten Experten in den 1920er/1930er-Jahren Meliorationsarbeiten auf der Gemarkung durch. Merzdorf wurde 1931 Landgemeinde mit einer Fläche von 1593,1 ha, auf der 61 Wohnhäuser mit 75 Haushaltungen standen. Im Jahr 1939 gab es vier land- und forstwirtschaftliche Betriebe mit einer Fläche über 100 ha. Weitere 15 Betriebe waren zwischen 20 und 100 ha, 13 zwischen 10 und 20 ha, sieben zwischen 5 und 10 ha sowie 23 zwischen 0,5 und 5 ha groß.
Nach dem Zweiten Weltkrieg wurden im Rahmen der Bodenreform 1948 insgesamt 350,9 ha enteignet: 92,7 ha Acker, 0,9 ha Gärten, 31,3 ha Wiese und Weide, 214,1 ha Wald, 1,1 ha Hofräume und 10,7 ha Wege und Ödland. Davon gingen 32,2 ha an sieben landlose Bauern und Landarbeiter, 98,3 ha an 16 landarme Bauern, 101,5 ha an acht Umsiedler, 39,2 ha an neun Kleinpächter, 5,9 ha Waldzulage an drei Altbauern, 28,2 ha Wald an das Land Brandenburg, 43,4 ha an die Gemeinde und 2 ha an den Bodenfonds. Ab 1948 musste sich ein Einwohner des Dorfes wegen „wesentlicher Förderung der NS-Gewaltherrschaft“ vor Gericht verantworten. Einem anderen Einwohner wurde ein „Verbrechen gegen die Menschlichkeit“ vorgeworfen. Er soll einen polnischen Bürger denunziert haben, der eine Schwarzschlachtung durchgeführt haben soll. Im Jahr 1952 gründeten 16 Bauern eine LPG Typ I mit 72 ha Fläche, die drei Jahre später zu einer LPG Typ III überging. Im Jahr 1960 bestand eine LPG Typ III, die im Folgejahr 97 Mitglieder und 411 ha Fläche hatte und 1976 an die LPG (T) Petkus angeschlossen wurde. Außerdem gab es 1960 eine LPG Typ I, die im Folgejahr neun Mitglieder und 52 ha Fläche hatte und 1976 an die LPG Typ III angeschlossen wurde. Im Jahr 1983 bestanden in Merzdorf eine LPG (T) Petkus Abteilung Schweinefleischproduktion Merzdorf sowie eine Revierförsterei. Am 31. Dezember 1999 schlossen sich die bisherigen Gemeinden Ließen, Merzdorf und Petkus zu einer neuen Gemeinde Petkus zusammen.
Am 31. Dezember 2001 wurde Petkus wiederum zusammen mit Dornswalde, Klasdorf, Paplitz und Schöbendorf in die Stadt Baruth eingemeindet.

### Bevölkerungsentwicklung
| Jahr      | 1817 | 1837 | 1858 | 1871 | 1885 | 1895 | 1905 | 1925 | 1939 | 1946 | 1964 | 1971 | 1981 |
| Einwohner | 219  | 233  | 288  | 362  | 378  | 355  | 312  | 318  | 310  | 425  | 283  | 276  | 255  |

## Kultur und Sehenswürdigkeiten

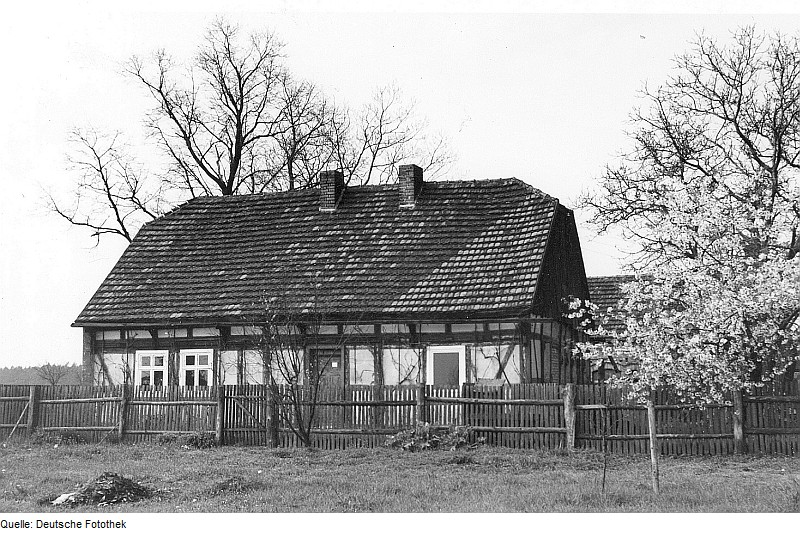
Außerhalb der Ortslage befindliches ehemaliges Windmühlenhaus (1977)

- Im Dorfzentrum von Merzdorf befindet sich an der Straße zwischen Baruth und Petkus die Dorfkirche. Sie wurde im 15. Jahrhundert als spätgotischer Feldsteinbau errichtet und im 17. Jahrhundert barock umgebaut. 1930 wurde der massive rechteckige Westturm ergänzt. Darin hängt eine Glocke aus dem Jahr 1479.
- Ein 1834 wahrscheinlich als Leichenhalle konzipiertes Gebäude dient heute als Feuerwehrhaus.
- Eine Erosionsrinne Klappgrund nördlich des Dorfkerns steht als Naturdenkmal unter Schutz, ebenso zwei Findlinge. Hinzu kommen mehrere Bäume und ein Wacholderbestand nordöstlich des Dorfkerns.